# Horst Barth (Politiker)
Horst Barth (* 19. August 1933 in Torgau; † 2. November 2018 in Riesa) war ein deutscher Lehrer und Politiker (FDP). Er war von 1990 bis 2001 Oberbürgermeister der Stadt Riesa im Freistaat Sachsen.

## Leben
Horst Barth besuchte ab 1948 die Oberschule in Riesa (heutiges Städtisches Gymnasium Riesa - Haus „Max Planck“ I) bis 1952. 1973 promovierte er gemeinsam mit Jürgen Fröhlich an der Fakultät für Maschinenwesen der Technischen Universität Dresden mit der Dissertation zum Thema Lösungsprobleme bei Aufgaben der räumlichen Zuordnung in der technologischen Betriebsprojektierung unter besonderer Berücksichtigung programmierter Verfahren. Er war als Berufsschullehrer tätig. 1990 wurde er für die FDP zum Bürgermeister (später Oberbürgermeister) von Riesa gewählt. Bei der ersten Direktwahl des Bürgermeisters am 13. Juni 1994 erhielt er 29,56 % aller Stimmen und wurde somit wiedergewählt. Er übte das Amt des Oberbürgermeisters bis 2001 aus; sein Nachfolger wurde Wolfram Köhler.
Anlässlich des Tages des Sachsen 1999 schätzte er die Lage für seine Heimatstadt Riesa wie folgt ein: „Für Riesa ergab sich nach der deutschen Vereinigung die Konsequenz, den monostrukturierten Stahlstandort zu liquidieren, neue Industrie auf diesem Gelände anzusiedeln und die anderen Betriebe in der Stadt zu erhalten. So ist es gelungen, Riesa als Industriestandort zu erhalten, und dieses Projekt hat Modellcharakter erlangt.“
Mit 68 Jahren ging er als Lokalpolitiker in den Ruhestand. In seiner Zeit als Oberbürgermeister hat Horst Barth maßgeblichen Anteil an der Umstrukturierung des Geländes des Stahlwerks Riesa und der Etablierung der Stadt als Sport- und Veranstaltungsort mit entsprechender Veränderung des Stadtbildes.

## Schriften (Auswahl)
- Sehen, Hören, Weitersagen - Tag der Sachsen 1999 in Riesa. In: Sächsische Heimatblätter, 45, 1999. Nr. 4, S. 209.

## Ehrungen
Horst Barth wurde anlässlich der 888-Jahr-Feier von Riesa im Jahre 2006 mit dem „Riesaer Riesen“ für sein Lebenswerk geehrt. Die Auszeichnung überreichte sein Nachfolger Wolfram Köhler.